# Francis Simon
Sir Francis Simon, tên khai sinh là Franz Eugen Simon (2.7.1893 – 31.10.1956), là nhà vật lý và hóa lý người Anh gốc Đức và Do Thái, người đã phát minh phương pháp - và chứng thực tính khả thi - của việc tách chất đồng vị Urani-235 và như vậy đã làm một công trình đóng góp chính vào việc tạo ra bom nguyên tử.

## Thời trẻ
Ông sinh trong một gia đình Do Thái khá giả ở Berlin. Năm 1903, ông học ở "Trường trung học Kaiser Friedrich" ở Berlin, sau đó vào học ở Đại học Berlin năm 1912. Mùa thu năm 1913, ông thi hành nghĩa vụ quân sự, phục vụ trong ngành pháo binh ở Mặt trận phía Tây với cấp bậc cuối cùng là trung úy. Ông đã bị thương 2 lần, lần chót chỉ 2 ngày trước khi Đình chiến, và đã phải nằm bệnh viện tới mùa xuân năm 1919. Ông đã đoạt huy chương Thập tự Sắt hạng nhất của Đức trong Chiến tranh thế giới thứ nhất.
Ông trở lại học ở Đại học Berlin, nghiên cứu về Vật lý học ở nhiệt độ thấp trong nhóm của giáo sư Walther Nernst ở Đại học Berlin, và đậu bằng tiến sĩ năm 1921. Năm 1927 ông làm phó giáo sư ở đây. Năm 1931, ông làm giáo sư môn Hóa lý ở Đại học Breslau. 
Khi đảng Hitler lên cầm quyền, đưa ra chủ trương bài Do Thái ở thập niên 1930, ông di cư sang Anh và bắt đầu đổi tên họ theo tiếng Anh thành "Francis".

## Sự nghiệp
Ông được Frederick Lindemann, 1st Viscount Cherwell mời tham gia Phòng thí nghiệm Clarendon của Đại học Oxford năm 1933. Năm 1936, ông làm phó giáo sư khoa Nhiệt động lực học.
Ông đã làm công trình nghiên cứu tiên phong trong Vật lý nhiệt độ thấp, đặc biệt trong việc làm đông đặc heli. Ông được Ủy ban MAUD ủy nhiệm việc nghiên cứu tính khả thi của việc tách urani-235 bằng nhiễu xạ khí năm 1940, việc mà ông đã thực hiện với nhà vật lý Nicholas Kurti, người cộng tác của ông. Công nghệ này đã được chuyển giao cho Dự án Manhattan.
Năm 1945, ông làm giáo sư ở Đại học Oxford. Năm 1956, ông được bổ nhiệm lãnh đạo Phờng thí nghiệm Clarendon, một tháng trước khi ông qua đời.

## Giải thưởng và Vinh dự
- Hội viên Hội hoàng gia Luân Đôn, 1941
- Huân chương Đế chế Anh hạng Commander, 1946
- Huy chương Rumford của Hội hoàng gia Luân Đôn, 1948
- Hầu tước, 1954

## Xuất bản phẩm
Simon là tác giả và đồng tác giả của trên 120 bài khoa học. Dưới đây là một số bài chọn lọc: 
- F. Simon, F. Lange. Zur Frage der Entropie amorpher Substanzen / / Zeitschrift für Physik. - 1926. - Vol. 38. - № 3. - P. 227-236.
- F. Simon, K. Mendelssohn, M. Ruhemann. Anomale spezifische Wärmen des festen Wasserstoffs BEI Heliumtemperaturen / / Naturwissenschaften. - 1930. - Vol. 18. - № 2. - P. 34-35.
- F. Simon, M. Ruhemann, WAM Edwards. Schmelzkurven Die von Wasserstoff, Neon, Argon und Stickstoff / / Zeitschrift für Physikalische Chemie B. - 1930. - Vol. 6. - P. 331.
- F. Simon. Über Eine Möglichkeit zur tiefer Temperaturen Erreichung beliebig / / Zeitschrift für Physik. - 1933. - Vol. 81. - № 11-12. - P. 824-831.
- N. Kurti, F. Simon. Kalorimetrischer Nachweis einer Termaufspaltung IM Gadoliniumsulfat / / Naturwissenschaften. - 1933. - Vol. 21. - № 8. - P. 178-179.
- F. Simon. Behaviour of Condensed Helium near Absolute Zero / / Nature. - 1934. - Vol. 133. - P. 529.
- N. Kurti, F. Simon. Further Experiments with the Magnetic Cooling Method / / Nature. - 1935. - Vol. 135. - P. 31.
- N. Kurti, F. Simon. Experiments at Very Low Temperatures Obtained by the Magnetic Method. I. The Production of Low Temperatures the / / Proc. R. Soc. Lond. A. - 1935. - Vol. 149. - P. 152-176.
- J. McLennan, B. H. Keesom, W. Meissner, R. Kronig, N. Kyurti, F. Simon, F. London, K. Mendelssohn. Superconductivity (debate) / / UFN. - 1936. - V. 3. - T. 16. - S. 396-424.
- AH Cooke, BV Rollin, F. Simon. A New Form of Expansion Liquefier for Helium / / Review of Scientific Instruments. - 1939. - Vol. 10. - № 9. - P. 251-253.
- FA Holland, JAW Huggill, GO Jones, F. Simon. Solid Helium at 'High' Temperatures / / Nature. - 1950. - Vol. 165. - P. 147-148.
- F. Simon, CA Swenson. The Liquid-Solid Transition in Helium Near Absolute Zero / / Nature. - 1950. - Vol. 165. - P. 829-831.
- R. Berman, F. Simon, J. Wilks. Thermal Conductivity of Dielectric Crystals: The 'Umklapp' Process / / Nature. - 1951. - Vol. 168. - P. 277-280.
- N. Kurti, FNH Robinson, F. Simon, DA Spohr. Nuclear Cooling / / Nature. - 1956. - Vol. 178. - P. 450-453.
- F. Simon. The Third Law of Thermodynamics - an historical Survey (40th Guthrie Lecture) / / Yearbook of the Physical Society. - 1956. - P. 1 -.

### Một số bài khác đăng trên báo
- F. Simon. The Neglect of Science. - Oxford: Basil Blackwell, 1951.
- F. Simon. Waste, the Threat to Our natural Resourses: 34th Earl Grey Memorial Lecture. - Newcastle, 1954.
- F. Simon. The 'Atomic' Rivals / / The Financial Times. - 1954 6 August.
- F. Simon. Fuel Problems of the Future / / The Financial Times. - 1955, 12 October.
- F. Simon. The Soviet bid for Technological Leadership / / The Listener. - 1956, 19 January.